# FC Speranța Crihana Veche
Le FC Speranța Crihana Veche est un club moldave de football fondé en 2009 et basé à Crihana Veche (en). Il évolue depuis la saison 2012-2013 au sein de la Divizia Națională.

## Historique
Le FC Speranța Crihana Veche est fondé en 2009. À l'issue de la saison 2011-2012, l'équipe se classe deuxième de Divizia A derrière la réserve du FC Sheriff Tiraspol et est donc promue en Divizia Națională. Speranța termine cette première saison parmi l'élite du football moldave à la onzième place du classement.